# Klopamid
Klopamid – organiczny związek chemiczny z grupy sulfonamidów. Stosowany jako lek diuretyczny, często w preparatach złożonych o działaniu podobnym do tiazydów.
Ma właściwości bardzo zbliżone do hydrochlorotiazydu i, jak leki z grupy tiazydów, działa w końcowym korowym odcinku części wstępującej pętli Henlego oraz w początkowej części kanalika dalszego. Zatrzymanie w kanaliku sodu i wody następuje poprzez zahamowanie wchłaniania zwrotnego jonu chlorkowego. Następstwem są zwiększone wydalanie sodu, potasu i magnezu oraz zatrzymanie wapnia. Różni się od hydrochlorotiazydu dłuższym czasem półtrwania, co pozwala na dawkowanie go raz na dobę. Interakcje i działania niepożądane są podobne do występujących przy stosowaniu tiazydów.

Przeczytaj ostrzeżenie dotyczące informacji medycznych i pokrewnych zamieszczonych w Wikipedii.